# Lupus
A lupus (magyarul lupusz) a szervezet autoimmun betegsége, amelyben az immunrendszer – a saját szöveteinek hibás felismerése miatt – a saját szöveteit támadja meg és magas számmal túlburjánzott, felesleges fehérvérsejteket termel. A betegségnek két eltérő fajtája van: szisztémás lupus erythematosus (SLE) és diszkoid lupusz.

## Tünetei
A betegség lefolyása lehet enyhe, de súlyos is. A szisztémás tünetek közé tartozik többek között a láz, feldagadt végtagok, mellkasi fájdalom, hajhullás, fekélyek a szájban, feldagadt nyirokcsomók, tartós fáradtság és vörös kiütések. A diszkoid tünetek közé tartozik cukorszint rohamos csökkenése, nem megfelelő vérképződésből adódó orrvérzés, furunkulusra megtévesztően hasonlító kifakadó gennyképződés a felesleges fehérvérsejtek kicsapódásával, kirobbanást vagy kinyomást követő maradandó hegképződés, illetve a gennyes sebek kiürülés helyett begyulladhatnak és betokosodhatnak. A lupusz esetében – megfelelő és óvatos módon – a megérett gennyes csapok kiüríthetők.

## Okai
A betegség oka egyelőre nem tisztázott; úgy tűnik, hogy a genetika és a külső tényezők együtt határozzák meg a kialakulását. Ikertestvérek esetében az egyik fél megbetegedése esetén a másik félnél a kialakulási kockázat 24% körüli. A nemi hormonok, napfény, dohányzás, D-vitamin hiánya vagy különféle fertőzések szintén megnövelik a kockázatot. Kialakulása után az immunrendszer autoantitesteket termel a test saját szövetei ellen, amelyek gyulladást okoznak. A betegség diagnosztizálása nem egyszerű; többféle tünet és vizsgálati eredmény szükséges hozzá.

## Elnevezése
A betegség neve, a ’farkas’ latin megfelelője (lupus), a 13. századból ered, amikor farkasharapás szövődményeinek hitték a kiütéseket.

## Híres betegei
Az egyik legismertebb lupusban szenvedő személy Selena Gomez amerikai énekesnő. Előtte Michael Jackson volt, akit 1983-84-ben diagnosztizáltak.

## Világnapja
A betegség világnapját május 10-én tartják.